# Marqués de la Ensenada (A-11)
El buque auxiliar de la  clase Marqués de la Ensenada fue un petrolero de flota (AO). Botado el 10 de mayo de 1990, estuvo operativo en la Armada Española desde el 6 de marzo de 1991 hasta el 31 de enero de 2012. Su nombre se debe a Zenón de Somodevilla y Bengoechea, Marqués de la Ensenada, quien fue intendente de Marina y secretario de Estado de los reyes Felipe V y Fernando VI.

## Diseño y construcción

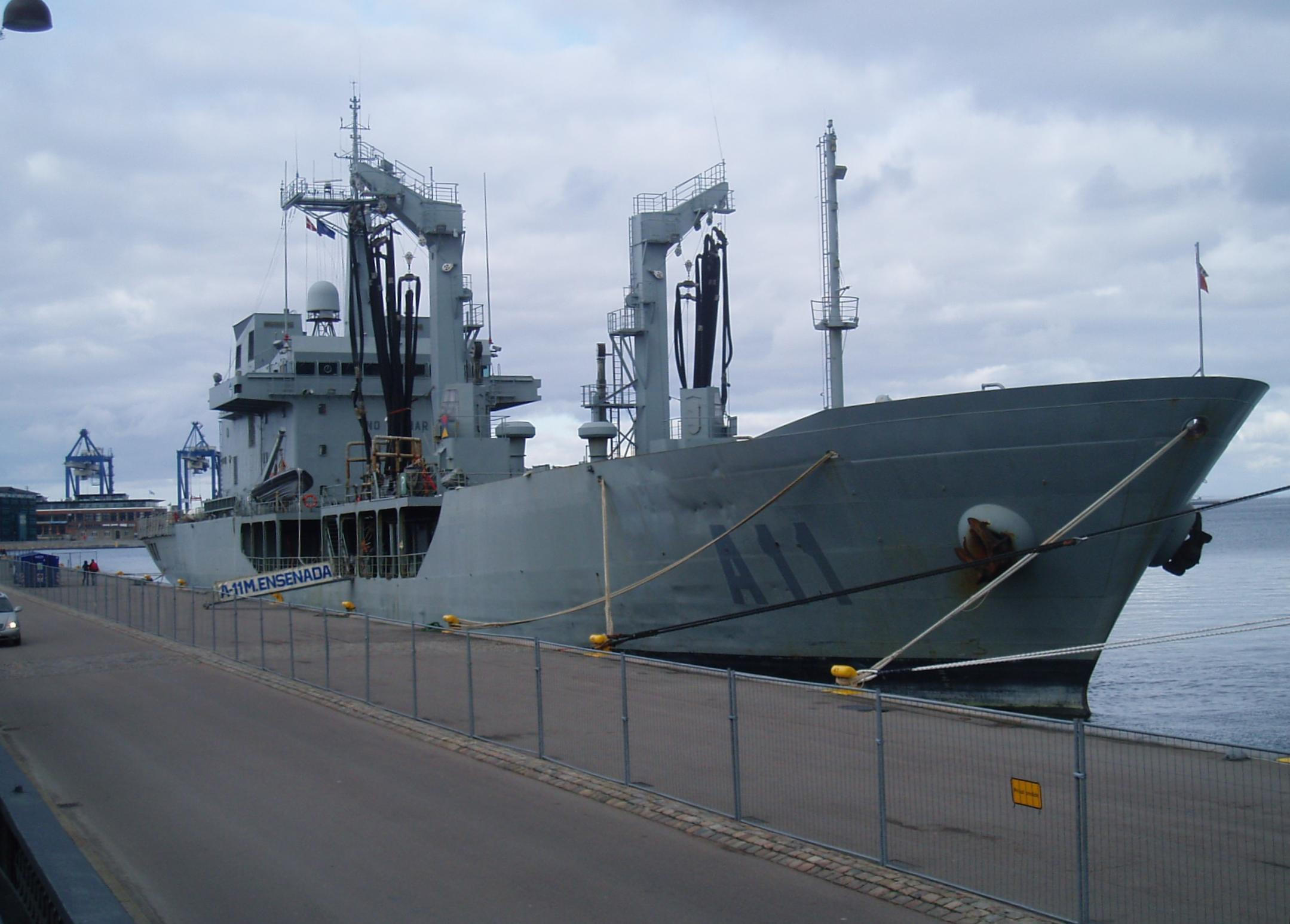
El Marqués de la Ensenada en Copenhague en 2008.

El petrolero de flota Marqués de la Ensenada A11 se deriva del diseño B-219/A de Bazán, proyecto de petrolero civil que adquirió la Armada Española con la voluntad de hacerse con un buque de abastecimiento a muy bajo coste, con estándares de construcción civiles y un económico motor diésel. Su principal misión es el suministro de combustible a las fuerzas navales y al Buque de aprovisionamiento en combate  Patiño (A-14), de mayor tonelaje, al que el A-11 facilitaría una operatividad continua en Alta Mar.
Cuando este buque entró en servicio con la Armada Española, existía una importante deficiencia en buques de abastecimiento para la flota tras la baja del Petrolero militar, con el mismo numeral,  Teide (A-11) en 1988.
Tras permanecer varios años en servicio, se observó que una de sus mayores limitaciones era el disponer de una corta pista de aterrizaje de helicópteros, por lo que hubo que ampliarle la popa, añadiendo una sección de unos tres metros de longitud que permitió la operación de aparatos de tamaño medio como los SH-3, aumentando la eslora del buque hasta los 126 m.

## Capacidades
Disponía de cubierta de vuelo y hangar para cualquier tipo de helicóptero en servicio con la Armada Española, típicamente SH-3 o AB-212, fundamentalmente para operaciones de reaprovisionamiento vertical (VERTREP).
La capacidad de carga del A-11 permitía reabastecer de combustible al 100% a 14 fragatas de la Clase Santa María, aunque al reabastecerse estas al 50% de su capacidad, el petróleo podía realizarse en 28 ocasiones a estas fragatas.

## Operaciones

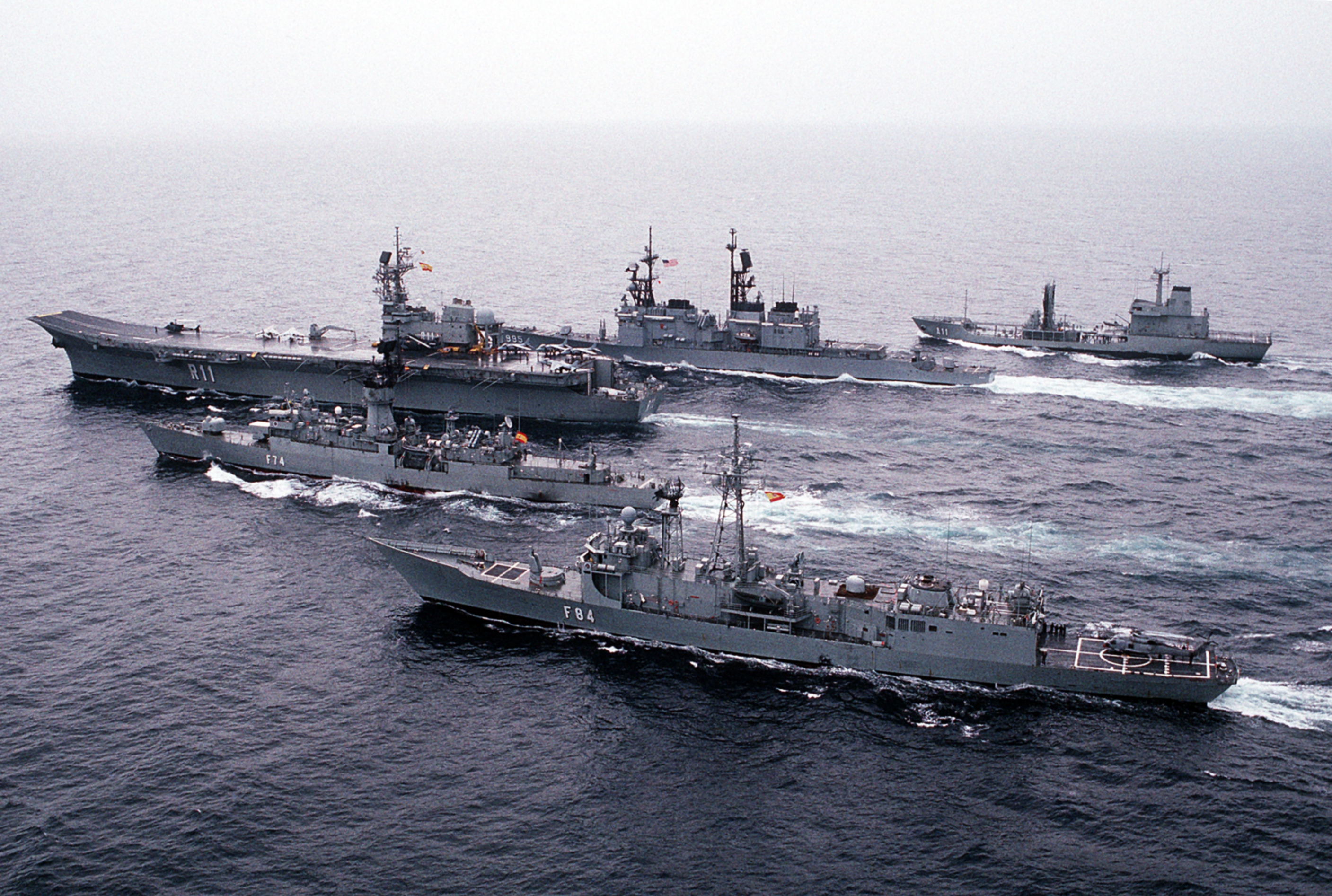
Grupo de batalla formado por el Príncipe de Asturias (R11), Marqués de la Ensenada (A-11), Asturias (F-74), Reina Sofía (F84) y USS Scott (DDG-995). Año 1992.

Inicialmente, fue destinado a Las Palmas de Gran Canaria,con el nombre de Mar Del Norte cambiando su nombre y su base por la de Rota en el año 2000.
El 2003 escoltó junto a la fragata Reina Sofía al Galicia hasta el puerto iraquí de Um Kasar durante la invasión de Irak de 2003, donde este, procedió a la instalación de un hospital de campaña que atendía tanto a heridos en el combate como a refugiados civiles.
Entre sus despliegues, la unidad integró en aguas argentinas la edición 2007 de la Fase Atlántico del ejercicio combinado UNITAS, junto a naves de la Armada de Estados Unidos, Armada Argentina, Armada de Chile y Marina de Brasil.
Durante la primavera-verano de 2009, participó en la operación Atalanta de la Unión Europea para la lucha contra la piratería en aguas de Somalia, en las que llegó a escoltar al crucero de placer Melody, de bandera panameña y operado por una empresa italiana, que había sido atacado por piratas. Junto a la fragata Numancia, retornó a su base de Rota el 24 de agosto de 2009 tras ser relevados por la fragata Canarias.
Desde finales de enero, hasta principios de febrero de 2011, se integró en la agrupación permanente número 1 de la OTAN (SNMG-1) para participar en la operación Active Endeavour en el Mediterráneo occidental.
El Boletín Oficial de Defensa (BOD) del 30 de noviembre de 2011 publicó la Resolución 600/18448/2011 por la que causa baja en la Lista Oficial de Buques de la Armada con fecha 31 de enero de 2012, firmada por el almirante jefe de Estado Mayor de la Armada (AJEMA) Manuel Rebollo el 16 de noviembre de 2011.
Se le retiraron todos los elementos útiles y/o contaminantes en el Arsenal Militar de La Carraca, en San Fernando (Cádiz), tras lo cual, fue remolcado desde la base naval de Rota hasta la península de Aliaga en Turquía, a donde arribó el 25 de febrero de 2015, para proceder a su desguace.